# Пивденный сельский совет
Пивденный сельский совет (укр. Південна сільська рада) — входит в состав
Никопольского района
Днепропетровской области
Украины.
Административный центр сельского совета находится в 
пос. Пивденное.

## Населённые пункты совета
- пос. Пивденное